# Aoplus rantaizanus
Aoplus rantaizanus là một loài tò vò trong họ Ichneumonidae.